# 敘利亞革命
敘利亞革命（另稱敘利亞尊嚴革命）是敘利亞2011年3至7月期間一系列大規模示威和起義，以及隨即以來的政府暴力鎮壓。其目標為結束阿薩德家族長達數十年的復興黨獨裁統治及實行民主改革。這場抗議活動亦屬於阿拉伯世界爆發的阿拉伯之春風潮一部分。
敘利亞革命最早源於2011年1月的小規模示威活動，主要是響應當時逐漸爆發的阿拉伯之春。同年3月，在德拉示威抗議過後，轉變為全國性的大規模抗議活動。不過敘利亞革命隨即遭到警察和軍隊暴力鎮壓、大規模逮捕，導致數千人死亡、數萬人受傷。隨著敘利亞政治與社會衝突逐漸加劇，以及各方軍事勢力相繼成立與介入，使得這場革命逐漸發展為敘利亞內戰。